# Aubagne
Aubagne je město ve Francii v departementu Bouches-du-Rhône. Nachází se zde velitelství Francouzské cizinecké legie. Od února roku 2009 je zde užívání veřejné hromadné dopravy zdarma.

## Geografie
Sousední obce: Allauch, Roquevaire, Roquevaire, Gemenos, Marseille, La Penne-sur-Huveaune, Carnoux-en-Provence, Cassis a Roquefort-la-Bédoule.

### Členění obce
Obec Aubagne je rozdělena do dvou kantonů:

#### Aubagne východ
Do správního obvodu východní části města náleží následující obce:
- Carnoux-en-Provence
- Cassis
- Cuges-les-Pins
- Gémenos
- Roquefort-la-Bédoule

#### Aubagne západ
Kromě západní části města sem náleží rovněž obec La Penne-sur-Huveaune.

### Vývoj počtu obyvatel
Abitanti censiti

## Památky
- rodný dům Marcela Pagnola
- muzeum cizinecké legie

## Významní rodáci
- Marcel Pagnol (1895-1974) – spisovatel, dramaturg a člen Francouzské akademie. Známý je především pro svou tetralogii Vzpomínky z dětství.
- Alain Bernard (* 1983) – plavec, držitel několika olympijských medailí